# Hagino Kószuke
Hagino Kószuke (萩野公介, Hagino Kōsuke, Ojama, 1994. augusztus 15. –) olimpiai bajnok japán úszó. Az olimpiákon négy érmet szerzett, a 2016-os riói játékokon első helyen végzett 400 méteres vegyesúszásban. 
Ötvenméteres medencében 200 és 400 méteres vegyesúszásban, huszonöt méteres medencében pedig 100 és 200 méteres vegyesúszásban tartja az ázsiai rekordot. 
A Tójó Egyetem hallgatója, edzője Hirai Norimasa. 2016-ban az év úszójának választották Ázsiában a Swimming World című szaklap szavazásán.  

## Sportpályafutása
Hagino Kószuke 1994. augusztus 15-én született Ojama városában, Tocsigi prefektúra területén, Japánban. Egészen kiskora óta úszott, majd az iskolai évei alatt Nagojában, később Ojamában kezdett el versenyszerűen foglalkozni a sportággal. 2010-ben 400 méter vegyesúszásban második lett az országos bajnokságon. Ugyanebben az évben részt vett a csendes-óceáni úszóbajnokságon. 2011 áprilisában részt vett a Japánt sújtó földrengések áldozatainak, családjaiknak megsegítésére rendezett jótékonysági sporteseményen.
2012. április 2-án 400 m vegyesúszásban új japán rekordot úszott az országos bajnokság során. A 2012-es londoni olimpián 400 méteres vegyesúszásban bronzérmes lett Ryan Lochte és Thiago Pereira mögött. 200 méteres vegyesúszásban 5. lett.
2013 áprilisában lett a Tójó Egyetem hallgatója és abban a hónapban új országos csúccsal lett bajnok 400 méter vegyesúszásban. A 2013-as úszó-világbajnokságon 200 méteres vegyesúszásban és 400 méteres gyorsúszásban ezüstérmet szerzett.
A 2014-ben a dél-koreai Incshonban rendezett Ázsia-játékokon négy aranyérmet, egy ezüstérmet és két bronzérmet szerzett, amivel a játékok legértékesebb sportolója címet is kiérdemelte.
2015 júliusában egy kerékpáros balesetben eltörte a jobb könyökét ezért az év végéig már nem versenyzett.
A 2016-os riói olimpián 400 méteres vegyesúszásban aranyérmes lett, 4:06,05-os időt úszva és az amerikai Chase Kaliszt, valamint honfitársát, Szeto Daiját megelőzve. Tagja volt a bronzérmes 4 × 200 méteres gyorsváltónak, 200 méteres vegyesúszásban pedig Michael Phelps mögött célba érve szerzett ezüstérmet. Az olimpia után megműttette előző évben eltört könyökét.
A 2017-es budapesti világbajnokságon 200 méteres vegyesúszásban ezüstérmet szerzett.
A 2018-as csendes-óceáni úszóbajnokságon 400 méteres vegyesúszásban ezüst, 200 méteres vegyesúszásban pedig bronzérmes lett. Az Ázsia-játékokon mindkét versenyszámban ezüstérmes lett, 400 méteres gyorsúszásban pedig harmadikként ért célba.
A 2019-es úszó-világbajnokságon nem szerzett érmet.

### Egyéni legjobbjai 50 méteres medencében
2016. augusztus 8-án frissítve.
| Versenyszán      | Időeredmény | Esemény                              | Helyszín                 | Dátum                | Megjegyzés      |
| ---------------- | ----------- | ------------------------------------ | ------------------------ | -------------------- | --------------- |
| 100 méter gyors  | 48,75       | 2014-es japán egyetemi úszóbajnokság | Kanagava, Japán          | 2014. szeptember 5.  |                 |
| 200 méter gyors  | 1:45,23     | 2014-es Ázsia-játékok                | Incshon, Dél-Korea       | 2014. szeptember 21. | országos rekord |
| 400 méter gyors  | 3:43,90     | 2014-es japán országos bajnokság     | Tokió, Japán             | 2014. április 12.    | országos rekord |
| 100 méter hát    | 52,78       | 2014-es japán egyetemi úszóbajnokság | Kanagava, Japán          | 2014. szeptember 6.  |                 |
| 200 méter hát    | 1:54,77     | 2014-es japán országos bajnokság     | Tokió, Japán             | 2014. január 25.     |                 |
| 200 méter vegyes | 1:55,07     | 2016-os japán országos bajnokság     | Tokió, Japán             | 2016. április 9.     | Ázsia-rekord    |
| 400 m vegyes     | 4:06,05     | Olimpia                              | Rio de Janeiro, Brazília | 2016. augusztus 6.   | Ázsia-rekord    |

## Magánélet
2019 őszén feleségül vette színésznő-énekesnő párját, Miwát, akivel az év végére várták első gyermekük születését.